# ماريو سباستيان
ماريو سباستيان (بالإسبانية: Mario Sebastián)‏ هو لاعب كرة الماء أرجنتيني، ولد في 7 مايو 1926.

## وصلات خارجية
- ماريو سباستيان على موقع أوليمبيديا (الإنجليزية)